# Żabie Kopki

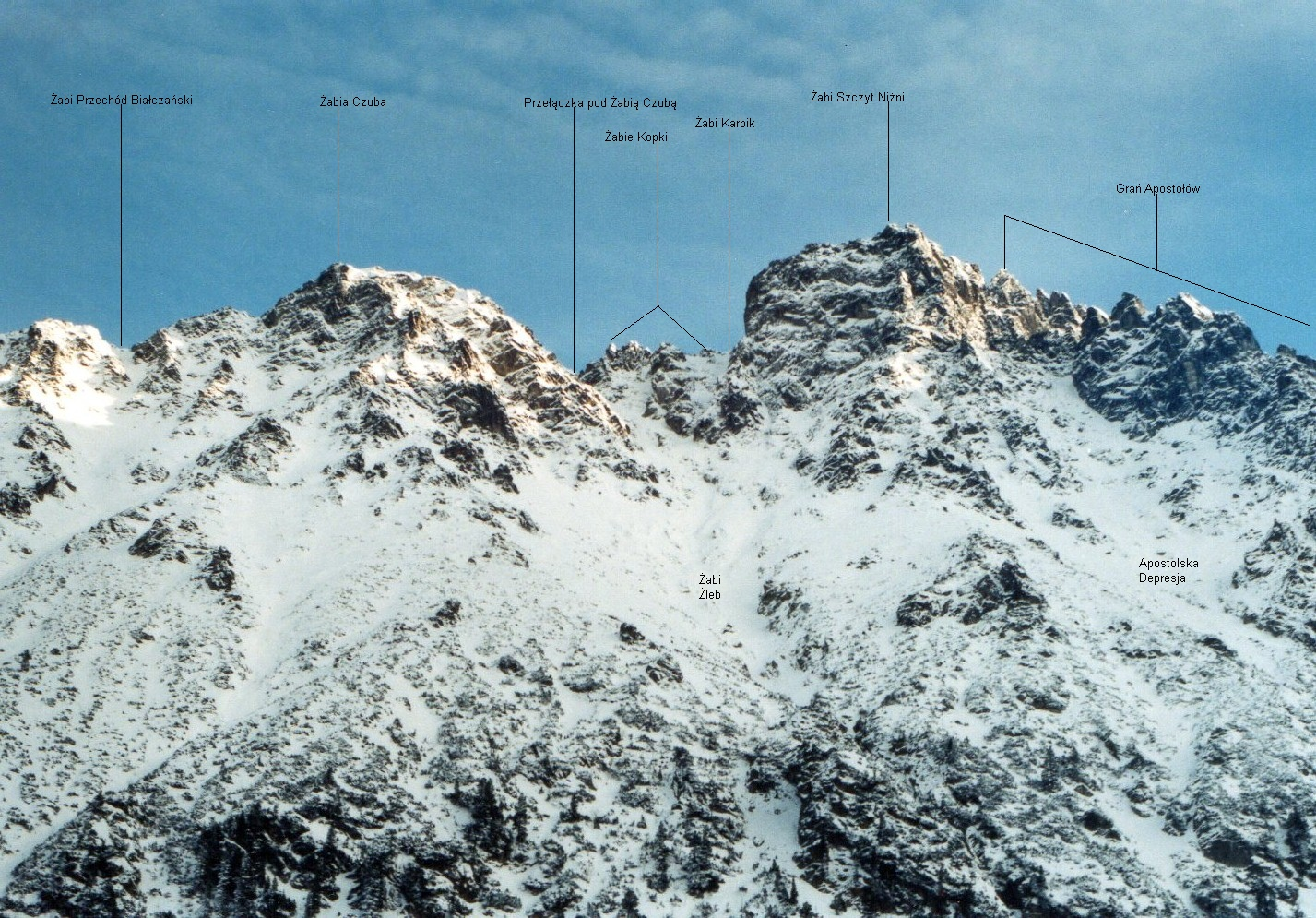
Widok od zachodu

Żabie Kopki (niem. Kleine Froschkoppen, słow. Žabie kôpky, węg. Békás-púpocskák, 2055 m) – kilka niewybitnych turniczek w Żabiej Grani (Žabí hrebeň) w Tatrach Wysokich na granicy polsko-słowackiej. Znajdują się pomiędzy Żabia Czubą, od której oddziela je Przełączka pod Żabią Czubą (2031 m) i Żabim Szczytem Niżnym, oddzielone od niego Żabim Karbikiem. Na wschodnią (słowacką) stronę opadają ściankami o wysokości do kilkunastu metrów. Poniżej tych ścianek znajduje się trawiaste zbocze i żleb opadający nad brzeg Wyżniego Żabiego Stawu Białczańskiego. Na zachodnią (polską) stronę opadają skalisto-trawiastą ścianą o wysokości dochodzącej do 90 m. Najniższa część tej ściany podcięta jest długim pasem okapów.
Przejście ściśle granią od Przełączki pod Żabią Czubą na Żabi Karbik ma trudność od 0 do II w skali tatrzańskiej i zajmuje 20 min. Rejon ten znajduje się jednak w zamkniętym dla turystów i taterników obszarze ochrony ścisłej Tatrzańskiego Parku Narodowego i TANAP-u. Na zachodnich (polskich) zboczach Żabiej Grani taternictwo można uprawiać na południe od Białczańskiej Przełęczy
Autorem nazwy jest Władysław Cywiński.

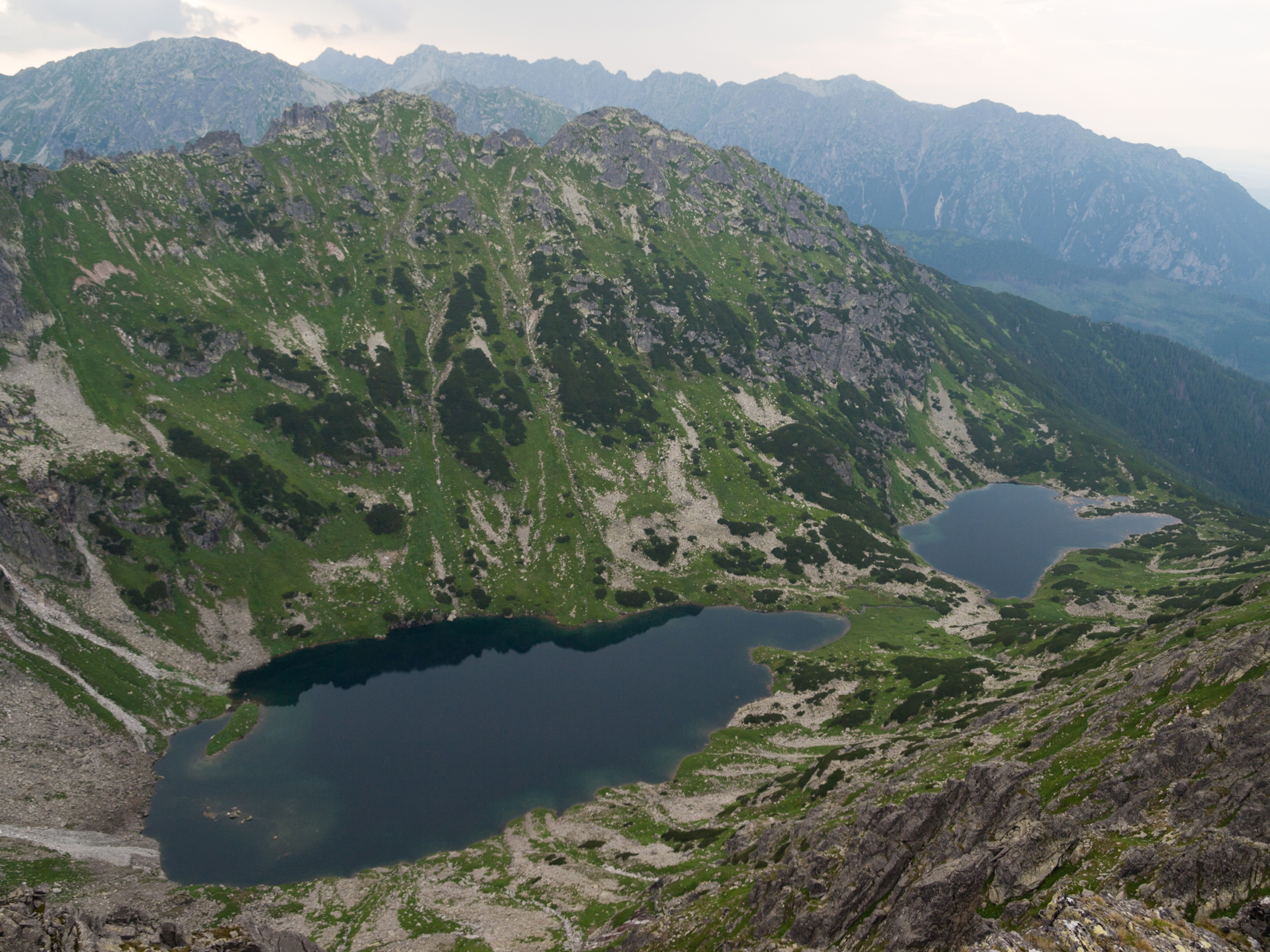
Widok od południowego wschodu